# 科普蘭 (佛羅里達州)
科普蘭（英語：Copeland）是位於美國佛羅里達州科利爾縣的一個非建制地區。該地的面積和人口皆未知。

## 地理
科普蘭的座標為25°57′13″N 81°01′21″W / 25.95361°N 81.02250°W，而該地的平均海拔高度為1米（即3英尺）。